# Железнодорожный транспорт в Бельгии
Бельгия имеет довольно обширную железнодорожную сеть. Общая протяженность линий составляет 3 374 км (почти 0,1 км на 1 км² площади), в том числе 3 022 км — двухпутные и 3 002 км — электрифицированных линий. Ширина колеи составляет 1 435 мм. На рядовых линиях применяется напряжение 3 кВ, а на высокоскоростных — переменное 25 кВ. В 2006 году начался процесс постепенного перехода на европейскую систему управления движением поездов.
Национальный пассажирский оператор — NMBS/SNCB (Национальное общество бельгийских железных дорог).

## История
Планы создания железных дорог начали составляться вскоре после провозглашения независимости Бельгии в 1830 году. Проект первых железных дорог был составлен инженерами Пьером Симонсом и Гюставом Де Риддером. Открывшаяся 6 мая 1835 году линия Мехелен — Брюссель стала не только первой железной дорогой Бельгии, но и континентальной Европы в целом.

## Железнодорожные связи со смежными странами
- Везде используется стандартная европейская колея — 1 435 мм.
  -  Франция — смена напряжения — 25 кВ, переменный ток.
  -  Германии — смена напряжения — 15 кВ.
  -  Нидерланды — смена напряжения 1,5 кВ.
  -  Люксембург — смена напряжения 15 кВ.

## Аварии и катастрофы
- 15 февраля 2010 года на бельгийской станции Халле произошло лобовое столкновение двух поездов. Имеются жертвы[2].